# Kulstötning för damer i friidrott vid olympiska sommarspelen 1984
Kulstötning för damer vid olympiska sommarspelen 1984 i Los Angeles avgjordes den 3 augusti. 

## Medaljörer
| Gren        | Guld                         | Guld    | Silver                    | Silver  | Brons                    | Brons   |
| Kulstötning | Claudia Losch · Västtyskland | 20,48 m | Mihaela Loghin · Rumänien | 20,47 m | Gael Martin · Australien | 19,19 m |

## Resultat

### Final
| Placering | Kulstötare                 | Försök | Försök | Försök | Försök | Försök | Försök | Längd   | Noteringar |
| Placering | Kulstötare                 | 1      | 2      | 3      | 4      | 5      | 6      | Längd   | Noteringar |
| --------- | -------------------------- | ------ | ------ | ------ | ------ | ------ | ------ | ------- | ---------- |
| 1         | Claudia Losch (FRG)        | 19.97  | 20.31  | 19.33  | 20.06  | 19.96  | 20.48  | 20.48 m |            |
| 2         | Mihaela Loghin (ROM)       | 19.67  | 19.73  | 19.95  | 20.47  | 20.25  | 20.09  | 20.47 m |            |
| 3         | Gael Mulhall (AUS)         | 18.10  | 19.19  | 18.75  | 18.53  | X      | 18.34  | 19.19 m |            |
| 4         | Judy Oakes (GBR)           | 18.14  | 17.76  | 18.01  | 18.08  | X      | 17.81  | 18.14 m |            |
| 5         | Li Meisu (CHN)             | 17.37  | X      | 17.44  | 17.96  | 17.61  | 17.19  | 17.96 m |            |
| 6         | Venissa Head (GBR)         | X      | 17.90  | X      | 17.37  | 15.59  | 16.40  | 17.90 m |            |
| 7         | Carol Cady (USA)           | 17.22  | 17.23  | 17.10  | 16.83  | 16.32  | 17.19  | 17.23 m |            |
| 8         | Florenţa Crăciunescu (ROM) | 16.62  | 17.23  | 17.10  | 16.45  | X      | 17.05  | 17.23 m |            |
|           |                            |        |        |        |        |        |        |         |            |
| 9         | Lorna Griffin (USA)        | 15.87  | 16.08  | 17.00  |        |        |        | 17.00 m |            |
| 10        | Yang Yanqin (CHN)          | 16.76  | 16.97  | 16.46  |        |        |        | 16.97 m |            |
| 11        | Ramona Pagel (USA)         | 16.06  | 15.69  | 15.90  |        |        |        | 16.06 m |            |
| 12        | Carmen Ionescu (CAN)       | 14.92  | 15.25  | 14.96  |        |        |        | 15.25 m |            |
| 13        | Odette Mistoul (GAB)       | 14.39  | X      | 14.59  |        |        |        | 14.59 m |            |